# 森俊也
森 俊也（もり しゅんや、1992年9月1日 - ）は、千葉県出身のオートバイレーサー。

## 主なレース戦績
- 2009年 - 全日本ロードレース選手権GP125ランキング18位
- 2010年 - 全日本ロードレース選手権J-GP3ランキング3位 racing sayama ホンダ RS125R
- 2010年 - ロードレース世界選手権GP125第14戦にスポット参戦し20位。racing sayamaから参戦。（ホンダ・RS125R）
- 2011年 - 全日本ロードレース選手権J-GP3ランキング9位 Team NOBBY ホンダ RS125R
- 2011年 - ロードレース世界選手権GP125第15戦にスポット参戦し21位。フォニカ・レーシングから参戦。（アプリリア・RSW125）
- 2012年 - 全日本ロードレース選手権J-GP3ランキング9位 Team NOBBY ホンダ NSF250R
- 2014年 - アジアドリームカップ ランキング4位 Honda・RS125R